# Staro Brestje
Staro Brestje település Horvátországban, Zágráb főváros Szeszvete városnegyedében. Közigazgatásilag a fővároshoz tartozik.

## Fekvése
Zágráb városközpontjától 8 km-re keletre, Szeszvete központja előtt, a Zágrábból keletre menő vasútvonal északi oldalán fekszik. A Reka-patak választja el a Novo Brestje városrésztől.

## Története
A Brestje nevét 1217-ben II. András király oklevelében említik először, amikor földet adományoz Cirijak zágrábi prépostnak. 1481-ben a faluban 12 jobbágyot írtak össze. A lakosok száma nagyon lassan növekedett. 1822-ben, amikor Brestjét a szeszvetei plébánia részeként említik 69 fővel rendelkezett.
Az első katonai felmérés térképén „Bresie” néven található. Nagy Lajos 1829-ben kiadott művében „Breztye” néven 7 házzal, 69 katolikus vallású lakossal találjuk. A település Zágráb vármegye Zágrábi járásához tartozott. A 19. század második felében Zágráb városa, amely Horvátország legerősebb gazdasági központja, még erősebbé vált. 1871-ben vasútvonalat építettek Brestje mellett annak érdekében, hogy az e területen növekvő ipar számára szállítási szolgáltatást nyújtsanak. A vasutat a magyarok azért is építették, hogy Budapestet Zágrábon keresztül összekössék Fiume kikötőjével. A vasút mentén az ipar gyors fejlődésnek indult, mely a közeli települések népességében is növekedést idézett elő. 1941 és 1945 között a Független Horvát Állam része volt, majd a szocialista Jugoszlávia fennhatósága alá került. 1991-től a független Horvátország része.

## Nevezetességei
A brestjei plébániát 1977. január 15-én alapította Franjo Kuharić bíboros, zágrábi érsek. Abban az időben a templom még nem épült meg és az istentiszteletet egy házban rendezték, amelyet Andrija Kišiček akkori lelkész vásárolt. Az első misét 1980-ban karácsony napján mondták benne. 1999 húsvétjáig zajlottak ott a szentmisék. A templom építésére akkor még nem lehetett gondolni, mert a hatóságok azt állították, hogy ebben a térségben nincs szükség templomra. A horvát állam megalakulásával jobb napok jöttek az egyház számára. A brestjei plébánia 1992-ben megkapta azt a földet, amelyre templomot építhetett. A munkák 1995-ben kezdődtek és még abban az évben be is fejeződtek, amikor Kuharić bíboros megáldotta az újonnan épített templomot.

## Kultúra
A KUU Staro Brestje kulturális és művészeti egyesületet 1932-ben alapították azzal a céllal, hogy megőrizze saját régiójának hagyományait és örökségét. Az egyesület 1946-ig működött. 1992-ben az egyesület két csoportban folytatta tevékenységét: folklór és tamburazenekar. Ahogyan az aktív tagok száma napról napra nőtt, az új csoportok is növekedtek. 1994-ben az egyesület megváltoztatta nevét Staro Brestje Kulturális és Művészeti Egyesületre. Ma az egyesületnek mintegy 80 aktív tagja van és öt szekcióban működik: négy folklórcsoport életkor szerint megosztva és egy tamburazenekar. Zenéket és táncokat adnak elő Horvátország különféle részeiről. Az egyesület rendszeres résztvevője a hazai és nemzetközi folklórfesztiváloknak.

## Oktatás
A Brestjei Általános Iskolát az oktatási és sportminisztérium, valamint Zágráb városának segítségével építették. Az építkezés kezdeményezője Novo Brestje helyi közössége volt, az akkori elnök, Zdravko Pašalić vezetésével. Az alapkövet 1997. december 13-án rakták le. Az iskola építése 1997. december 4-én kezdődött és mindössze másfél év alatt egy gyönyörű épület jött létre a 16 800 m2-es telken. Az iskola abban az időben Horvátország egyik legmodernebb és legjobban felszerelt iskolája volt, melynek teljes területe 4200 m2, ebből 1700 m2 a tornaterem. Az iskolán belül kézilabda, kosárlabda, röplabda és tenisz szabadtéri sportpályák vannak. Az iskolát 1999. szeptember 19-én Božidar Pugelnik akkori oktatási és sportminiszter avatta fel számos helyi lakos, szülők, diákok, városi tanácsosok és parlamenti képviselők jelenlétében.